# Otterhampton
Otterhampton – wieś w Anglii, w hrabstwie Somerset, w dystrykcie (unitary authority) Somerset. Leży 46 km na południowy zachód od miasta Bristol i 209 km na zachód od Londynu. W 2001 miejscowość liczyła 914 mieszkańców.